# Président Pierre Mallet
 (février 2023).
Le Président Pierre Mallet est un sloop, réplique d'un bac de travail à voile du Bassin d'Arcachon.
Son port d'attache actuel est Arcachon en Gironde. Il appartient à l'association Les Amis du Bac à voile Pdt Pierre Mallet qui l'utilise comme bateau de plaisance associatif.

## Histoire
Ce voilier traditionnel est inspiré des anciens bacs à voiles du Bassin d'Arcachon utilisés par les ostréiculteurs et pour le transport de diverses marchandises, il a été construit sur un terre-plein du port de La Teste-de-Buch par une équipe de bénévoles et de charpentier de marine.
Depuis sa présentation au  Concours des Bateaux des Côtes de France de Brest 1992, patronné par le magazine Chasse-Marée, il navigue dans le bassin pour des promenades et pour des évènements particuliers comme la Semaine du Golfe du Morbihan, le Bordeaux fête le fleuve, les Fêtes maritimes de Douarnenez
et les Fêtes maritimes de Brest : Brest 2000...

## Caractéristique
Ce sloop a un seul mât possède 2 voiles : une grand-voile à corne et un génois.